# Lubarska
 Lubarska  (olaszul: Laborsca) falu Horvátországban, a Tengermellék-Hegyvidék megyében. Közigazgatásilag Jelenjéhez tartozik.

## Fekvése
Fiumétól 7 km-re északra, községközpontjától 1 km-re nyugatra  a Rječina bal partján fekszik.

## Története
A településnek 1857-ben 108, 1910-ben 105 lakosa volt. A trianoni békeszerződésig Modrus-Fiume vármegye Sušaki járásához tartozott. 2011-ben 115 lakosa volt.

## Lakosság
| Lakosság változása | Lakosság változása | Lakosság változása | Lakosság változása | Lakosság változása | Lakosság változása | Lakosság változása | Lakosság változása | Lakosság változása | Lakosság változása | Lakosság változása | Lakosság változása | Lakosság változása | Lakosság változása | Lakosság változása | Lakosság változása |
| ------------------ | ------------------ | ------------------ | ------------------ | ------------------ | ------------------ | ------------------ | ------------------ | ------------------ | ------------------ | ------------------ | ------------------ | ------------------ | ------------------ | ------------------ | ------------------ |
| 1857               | 1869               | 1880               | 1890               | 1900               | 1910               | 1921               | 1931               | 1948               | 1953               | 1961               | 1971               | 1981               | 1991               | 2001               | 2011               |
| 108                | 112                | 85                 | 99                 | 99                 | 105                | 90                 | 115                | 137                | 119                | 125                | 119                | 100                | 105                | 85                 | 115                |